# Kuďma
Kuďma (rusky Кудьма) je řeka v Nižněnovgorodské oblasti v Rusku. Je dlouhá 144 km. Povodí řeky je 2200 km².

## Průběh toku
Ústí zprava do Volhy.

## Vodní režim
Zdrojem vody jsou převážně sněhové srážky. Průměrný roční průtok vody ve vzdálenosti 54 km od ústí činí 5,75 m³/s, maximální 236 m³/s a minimální 0,21 m³/s,

## Využití
Podél řeky se nacházejí sanatoria a rekreační objekty.